# Молодіжний чемпіонат Південної Америки з футболу 2017
Молодіжний чемпіонат Південної Америки з футболу 2017 року (ісп. CONMEBOL Sudamericano Sub-20 2017) — 28-ий розіграш молодіжного чемпіонату Південної Америки з футболу, який проходив під егідою КОНМЕБОЛ в Еквадорі з 18 січня по 11 лютого 2017 року.
Молодіжна збірна Уругваю виграла свій 8 титул, і разом зі збірними Еквадору, Венесуели і Аргентини, що посіли місця з 2 по 4 відповідно, кваліфікувалась на молодіжний чемпіонат світу 2017 року у Південній Кореї.

## Команди
Усі десять молодіжних збірних, що входять до КОНМЕБОЛ, взяли участь у турнірі.
- Аргентина (діючий чемпіон)
- Болівія
- Бразилія
- Чилі
- Колумбія
- Еквадор (господар)
- Парагвай
- Перу
- Уругвай
- Венесуела

## Стадіони
Спочатку планувалося провести турнір в п'яти містах, але 4 січня 2017 було оголошено про виключення міста Латакунґа, оскільки місцевий стадіон «Ла-Коча» не зміг виконати вимоги Оргкомітету і вчасно завершити ремонт.
| Амбато               | Кіто Амбато Ріобамба Ібарра | Кіто Амбато Ріобамба Ібарра | Кіто                 |
| «Бельявіста»         | Кіто Амбато Ріобамба Ібарра | Кіто Амбато Ріобамба Ібарра | Олімпійський стадіон |
| Місткість: 16 647    | Кіто Амбато Ріобамба Ібарра | Кіто Амбато Ріобамба Ібарра | Місткість: 38 500    |
|                      | Кіто Амбато Ріобамба Ібарра | Кіто Амбато Ріобамба Ібарра |                      |
| Ріобамба             | Кіто Амбато Ріобамба Ібарра | Кіто Амбато Ріобамба Ібарра | Ібарра               |
| Олімпійський стадіон | Кіто Амбато Ріобамба Ібарра | Кіто Амбато Ріобамба Ібарра | Олімпійський стадіон |
| Місткість: 14 400    | Кіто Амбато Ріобамба Ібарра | Кіто Амбато Ріобамба Ібарра | Місткість: 17 300    |
|                      | Кіто Амбато Ріобамба Ібарра | Кіто Амбато Ріобамба Ібарра |                      |

## Склади
Кожна команда мала зареєструвати заявку з 23 гравців (троє з яких повинні бути воротарями).

## Арбітри
Суддівська рада КОНМЕБОЛ вибрала наступних суддів і помічників суддів для роботи на турнірі:
| Арбітр               | Помічники                             |
| -------------------- | ------------------------------------- |
| Даріо Умберто Еррера | Дієго Бонфа, Крістіан Наварро         |
| Гері Варгас          | Хуан Пабло Монтаньйо, Хосе Антело     |
| Андерсон Даронко     | Родріго Корреа, Гільєрме Діас Каміло  |
| Хесус Валенсуела     | Хорхе Уррего, Франческолі Чакон       |
| Карлос Орбе          | Хуан Карлос Масіас, Флавіо Наль       |
| Густаво Мурільйо     | Умберто Клавіхо, Джон Александер Леон |
| Маріо Діас де Вівар  | Мільсіадес Сальдівар, Даріо Гаона     |
| Дієго Харо           | Рауль Лопес Крус, Віктор Раес         |
| Хонатан Фуентес      | Річард Тринідад, Габріель Поповітс    |
| Роберто Тобар        | Умберто Клавіхо, Джон Александер Леон |

## Жеребкування
Жеребкування турніру відбулось 7 грудня 2016 року об 11:00 за місцевим часом у штаб-квартирі CONMEBOL у місті Луке, Парагвай. Десять команд були об'єднані у дві групи по п'ять збірних. Господарі Еквадор та захисник титула Аргентина були посіяні відповідно до групи А та групи В під 1 номером у своїх групах, тоді як решта команд були розміщені у чотирьох «кошиках» відповідно до їх результатів у попередньому турнірі 2015 року (місця показано в дужках).
| Сіяні                     | Кошик 1                  | Кошик 2               | Кошик 3                    | Кошик 4               |
| ------------------------- | ------------------------ | --------------------- | -------------------------- | --------------------- |
| Еквадор (7) Аргентина (1) | Колумбія (2) Уругвай (3) | Бразилія (4) Перу (5) | Парагвай (6) Венесуела (8) | Чилі (9) Болівія (10) |

## Перший етап
Три найкращі команди в кожній групі проходили до фінального етапу.
Вказано місцевий час (UTC−5).

### Група A

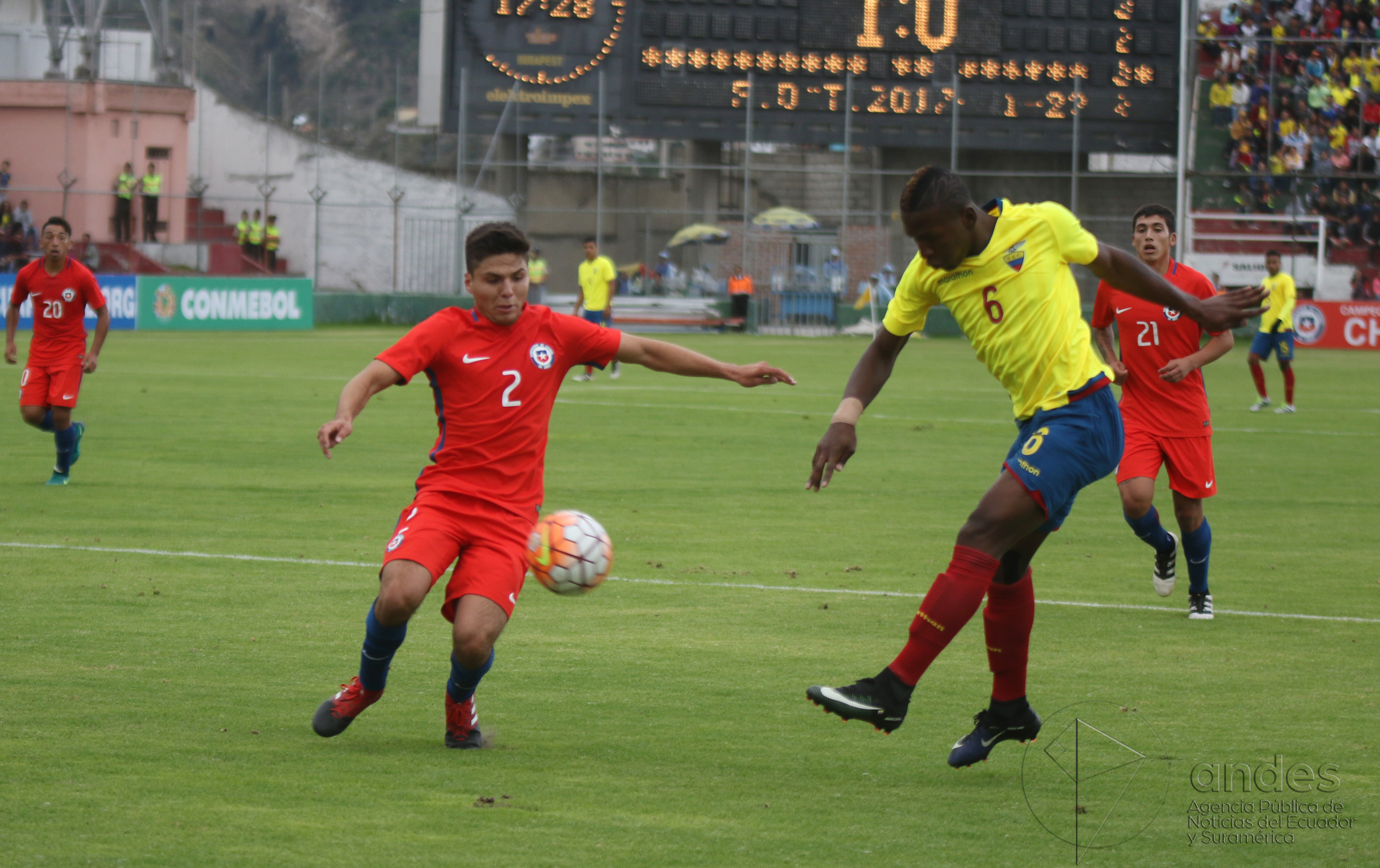
Матч Еквадор—Чилі.

| Поз | Команда     | І | В | Н | П | ГЗ | ГП | РГ | О | Кваліфікація   |
| --- | ----------- | - | - | - | - | -- | -- | -- | - | -------------- |
| 1   | Еквадор (H) | 4 | 2 | 1 | 1 | 7  | 6  | +1 | 7 | Фінальний етап |
| 2   | Колумбія    | 4 | 2 | 1 | 1 | 6  | 5  | +1 | 7 | Фінальний етап |
| 3   | Бразилія    | 4 | 2 | 1 | 1 | 4  | 3  | +1 | 7 | Фінальний етап |
| 4   | Парагвай    | 4 | 1 | 1 | 2 | 6  | 7  | −1 | 4 |                |
| 5   | Чилі        | 4 | 0 | 2 | 2 | 2  | 4  | −2 | 2 |                |

| 18 січня 2017 17:00 |

| Колумбія  | 1–1      | Парагвай        |
| --------- | -------- | --------------- |
| Сетер 88' | Протокол | С. Феррейра 80' |

| Олімпійський стадіон, Ріобамба Арбітр: Дієго Харо (Перу) |

| 18 січня 2017 19:15 |

| Еквадор | 0–1      | Бразилія         |
| ------- | -------- | ---------------- |
|         | Протокол | Феліпе Візеу 51' |

| Олімпійський стадіон, Ріобамба Арбітр: Хонатан Фуентес (Уругвай) |

| 20 січня 2017 17:00 |

| Бразилія | 0–0      | Чилі |
| -------- | -------- | ---- |
|          | Протокол |      |

| Олімпійський стадіон, Ріобамба Арбітр: Хесус Валенсуела (Венесуела) |

| 20 січня 2017 19:15 |

| Еквадор                                                     | 4–3      | Колумбія                          |
| ----------------------------------------------------------- | -------- | --------------------------------- |
| Еступіньян 40' Кінтеро 51' Кабесас 55' (пен.) Кайседо 90+1' | Протокол | Сетер 6' Обрегон 37' Валенсія 73' |

| Олімпійський стадіон, Ріобамба Арбітр: Даріо Еррера (Аргентина) |

| 22 січня 2017 14:45 |

| Бразилія                                         | 3–2      | Парагвай               |
| ------------------------------------------------ | -------- | ---------------------- |
| Матеус Савіо 38' Рішарлісон 56' Феліпе Візеу 64' | Протокол | Медіна 79' (пен.), 90' |

| Бельявіста, Амбато Арбітр: Даріо Еррера (Аргентина) |

| 22 січня 2017 16:45 |

| Еквадор   | 1–1      | Чилі       |
| --------- | -------- | ---------- |
| Сьєрра 6' | Протокол | Сьєрра 79' |

| Бельявіста, Амбато Арбітр: Дієго Харо (Перу) |

| 24 січня 2017 17:00 |

| Парагвай             | 2–1      | Чилі     |
| -------------------- | -------- | -------- |
| Баєс 32' Паредес 90' | Протокол | Хара 81' |

| Олімпійський стадіон, Ріобамба Арбітр: Хонатан Фуентес (Уругвай) |

| 24 січня 2017 19:15 |

| Колумбія     | 1–0      | Бразилія |
| ------------ | -------- | -------- |
| Валенсія 86' | Протокол |          |

| Олімпійський стадіон, Ріобамба Арбітр: Гері Варгас (Болівія) |

| 26 січня 2017 17:00 |

| Колумбія    | 1–0      | Чилі |
| ----------- | -------- | ---- |
| Валенсія 4' | Протокол |      |

| Олімпійський стадіон, Ріобамба Арбітр: Хесус Валенсуела (Венесуела) |

| 26 січня 2017 19:15 |

| Еквадор             | 2–1      | Парагвай |
| ------------------- | -------- | -------- |
| Коросо 19' Ліно 21' | Протокол | Баєс 46' |

| Олімпійський стадіон, Ріобамба Арбітр: Даріо Еррера (Аргентина) |

### Група B
| Поз | Команда   | І | В | Н | П | ГЗ | ГП | РГ | О | Кваліфікація   |
| --- | --------- | - | - | - | - | -- | -- | -- | - | -------------- |
| 1   | Уругвай   | 4 | 2 | 2 | 0 | 8  | 3  | +5 | 8 | Фінальний етап |
| 2   | Аргентина | 4 | 1 | 3 | 0 | 9  | 5  | +4 | 6 | Фінальний етап |
| 3   | Венесуела | 4 | 0 | 4 | 0 | 1  | 1  | 0  | 4 | Фінальний етап |
| 4   | Болівія   | 4 | 1 | 1 | 2 | 3  | 8  | −5 | 4 |                |
| 5   | Перу      | 4 | 0 | 2 | 2 | 2  | 6  | −4 | 2 |                |

| 19 січня 2017 17:00 |

| Уругвай | 0–0      | Венесуела |
| ------- | -------- | --------- |
|         | Протокол |           |

| Олімпійський стадіон, Ібарра Арбітр: Роберто Тобар (Чилі) |

| 19 січня 2017 19:15 |

| Аргентина        | 1–1      | Перу      |
| ---------------- | -------- | --------- |
| Ла. Мартінес 89' | Протокол | С'ючо 11' |

| Олімпійський стадіон, Ібарра Арбітр: Карлос Орбе (Еквадор) |

| 21 січня 2017 17:00 |

| Перу | 0–2      | Болівія                  |
| ---- | -------- | ------------------------ |
|      | Протокол | Монтейро 54' Міранда 88' |

| Олімпійський стадіон, Ібарра Арбітр: Густаво Мурільйо (Колумбія) |

| 21 січня 2017 19:15 |

| Аргентина                       | 3–3      | Уругвай                                             |
| ------------------------------- | -------- | --------------------------------------------------- |
| Торрес 23', 73' Рохель 88' (аг) | Протокол | Амараль 3' Де Ла Крус 45+2' (пен.) Ск'яппакассе 81' |

| Олімпійський стадіон, Ібарра Арбітр: Андерсон Даронко (Бразилія) |

| 23 січня 2017 17:00 |

| Перу      | 1–1      | Венесуела  |
| --------- | -------- | ---------- |
| С'ючо 55' | Протокол | Еррера 88' |

| Олімпійський стадіон, Ібарра Арбітр: Андерсон Даронко (Бразилія) |

| 23 січня 2017 19:15 |

| Аргентина                                             | 5–1      | Болівія     |
| ----------------------------------------------------- | -------- | ----------- |
| Торрес 22', 42' Мансілья 35' Конечни 54' Родрігес 68' | Протокол | Р. Вака 70' |

| Олімпійський стадіон, Ібарра Арбітр: Маріо Діас де Вівар (Парагвай) |

| 25 січня 2017 17:00 |

| Венесуела | 0–0      | Болівія |
| --------- | -------- | ------- |
|           | Протокол |         |

| Олімпійський стадіон, Ібарра Арбітр: Карлос Орбе (Еквадор) |

| 25 січня 2017 19:15 |

| Уругвай                            | 2–0      | Перу |
| ---------------------------------- | -------- | ---- |
| Амараль 8' (пен.) Ск'яппакассе 63' | Протокол |      |

| Олімпійський стадіон, Ібарра Арбітр: Роберто Тобар (Чилі) |

| 27 січня 2017 17:00 |

| Уругвай                              | 3–0      | Болівія |
| ------------------------------------ | -------- | ------- |
| Рохель 17' Бентанкур 43' Амараль 82' | Протокол |         |

| Олімпійський стадіон, Ібарра Арбітр: Густаво Мурільйо (Колумбія) |

| 27 січня 2017 19:15 |

| Аргентина | 0–0      | Венесуела |
| --------- | -------- | --------- |
|           | Протокол |           |

| Олімпійський стадіон, Ібарра Арбітр: Маріо Діас де Вівар (Парагвай) |

## Фінальний етап

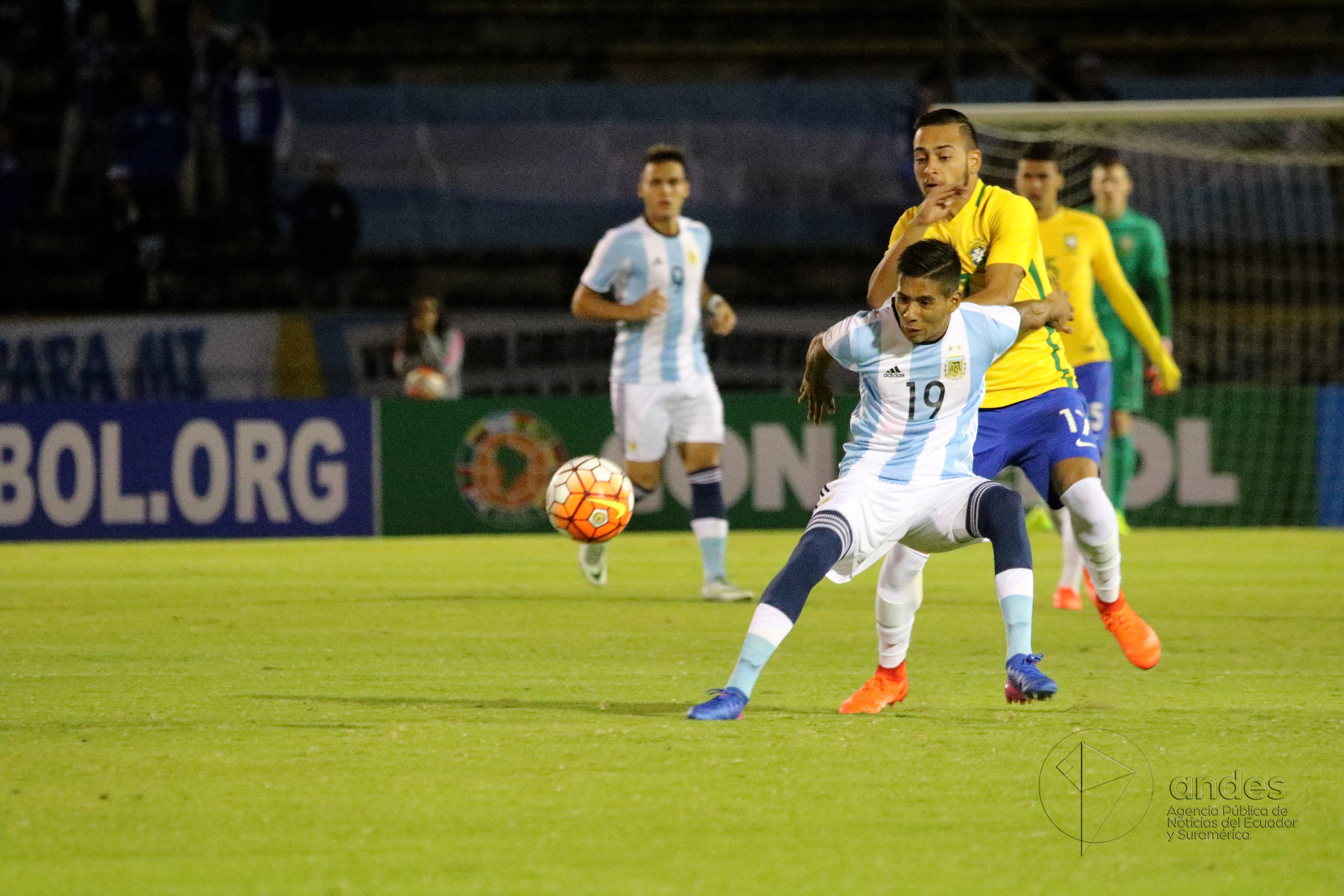
Матч Аргентина-Бразилія.

| Поз | Команда     | І | В | Н | П | ГЗ | ГП | РГ | О  | Кваліфікація                              |
| --- | ----------- | - | - | - | - | -- | -- | -- | -- | ----------------------------------------- |
| 1   | Уругвай     | 5 | 4 | 0 | 1 | 10 | 5  | +5 | 12 | Молодіжний чемпіонат світу з футболу 2017 |
| 2   | Еквадор (H) | 5 | 2 | 1 | 2 | 11 | 8  | +3 | 7  | Молодіжний чемпіонат світу з футболу 2017 |
| 3   | Венесуела   | 5 | 2 | 1 | 2 | 8  | 6  | +2 | 7  | Молодіжний чемпіонат світу з футболу 2017 |
| 4   | Аргентина   | 5 | 2 | 1 | 2 | 6  | 9  | −3 | 7  | Молодіжний чемпіонат світу з футболу 2017 |
| 5   | Бразилія    | 5 | 1 | 3 | 1 | 6  | 6  | 0  | 6  |                                           |
| 6   | Колумбія    | 5 | 0 | 2 | 3 | 2  | 9  | −7 | 2  |                                           |

| 30 січня 2017 16:00 |

| Колумбія            | 1–1      | Венесуела    |
| ------------------- | -------- | ------------ |
| Ернандес 85' (пен.) | Протокол | Сотельдо 35' |

| Олімпійський стадіон, Кіто Арбітр: Хонатан Фуентес (Уругвай) |

| 30 січня 2017 18:15 |

| Уругвай                                | 3–0      | Аргентина |
| -------------------------------------- | -------- | --------- |
| Де Ла Крус 37' Олівера 40' Амараль 61' | Протокол |           |

| Олімпійський стадіон, Кіто Арбітр: Дієго Харо (Перу) |

| 30 січня 2017 20:30 |

| Еквадор                                     | 2–2      | Бразилія                      |
| ------------------------------------------- | -------- | ----------------------------- |
| Харамільйо 69' (пен.) Еступіньян 77' (пен.) | Протокол | Гільєрме Арана 14' Майкон 24' |

| Олімпійський стадіон, Кіто Арбітр: Маріо Діас де Вівар (Парагвай) |

| 2 лютого 2017 16:00 |

| Колумбія     | 1–2      | Аргентина                  |
| ------------ | -------- | -------------------------- |
| Ернандес 56' | Протокол | Торрес 1' Ла. Мартінес 90' |

| Олімпійський стадіон, Кіто Арбітр: Андерсон Даронко (Бразилія) |

| 2 лютого 2017 18:15 |

| Уругвай                 | 2–1      | Бразилія           |
| ----------------------- | -------- | ------------------ |
| Амараль 59' Вінья 90+1' | Протокол | Гільєрме Арана 23' |

| Олімпійський стадіон, Кіто Арбітр: Даріо Еррера (Аргентина) |

| 2 лютого 2017 20:30 |

| Еквадор                                    | 2–4      | Венесуела                                            |
| ------------------------------------------ | -------- | ---------------------------------------------------- |
| Еступіньян 87' (пен.) Кабесас 90+7' (пен.) | Протокол | Еррера 39' Сотельдо 52' (пен.) Чакон 55' Кордова 63' |

| Олімпійський стадіон, Кіто Арбітр: Роберто Тобар (Чилі) |

| 5 лютого 2017 16:00 |

| Бразилія         | 1–0      | Венесуела |
| ---------------- | -------- | --------- |
| Феліпе Візеу 88' | Протокол |           |

| Олімпійський стадіон, Кіто Арбітр: Дієго Харо (Перу) |

| 5 лютого 2017 18:15 |

| Уругвай                                           | 3–0      | Колумбія |
| ------------------------------------------------- | -------- | -------- |
| Вальєр 40' Ск'яппакассе 64' Де Ла Крус 82' (пен.) | Протокол |          |

| Олімпійський стадіон, Кіто Арбітр: Маріо Діас де Вівар (Парагвай) |

| 5 лютого 2017 20:30 |

| Еквадор                                       | 3–0      | Аргентина |
| --------------------------------------------- | -------- | --------- |
| Еступіньян 39' (пен.) Кайседо 57' Кабесас 62' | Протокол |           |

| Олімпійський стадіон, Кіто Арбітр: Гері Варгас (Болівія) |

| 8 лютого 2017 16:00 |

| Еквадор                      | 3–0      | Колумбія |
| ---------------------------- | -------- | -------- |
| Кабесас 49', 82' Кайседо 62' | Протокол |          |

| Олімпійський стадіон, Кіто Арбітр: Даріо Еррера (Аргентина) |

| 8 лютого 2017 18:15 |

| Уругвай | 0–3      | Венесуела                                       |
| ------- | -------- | ----------------------------------------------- |
|         | Протокол | Мехіас 67' Сотельдо 70' (пен.) Чакон 75' (пен.) |

| Олімпійський стадіон, Кіто Арбітр: Гері Варгас (Болівія) |

| 8 лютого 2017 20:30 |

| Бразилія                              | 2–2      | Аргентина                       |
| ------------------------------------- | -------- | ------------------------------- |
| Рішарлісон 9' Феліпе Візеу 65' (пен.) | Протокол | Мансілья 25' Ла. Мартінес 90+4' |

| Олімпійський стадіон, Кіто Арбітр: Роберто Тобар (Чилі) |

| 11 лютого 2017 15:30 |

| Аргентина             | 2–0      | Венесуела |
| --------------------- | -------- | --------- |
| Ла. Мартінес 42', 45' | Протокол |           |

| Олімпійський стадіон, Кіто Арбітр: Маріо Діас де Вівар (Парагвай) |

| 11 лютого 2017 17:45 |

| Колумбія | 0–0      | Бразилія |
| -------- | -------- | -------- |
|          | Протокол |          |

| Олімпійський стадіон, Кіто Арбітр: Гері Варгас (Болівія) |

| 11 лютого 2017 20:00 |

| Еквадор  | 1–2      | Уругвай        |
| -------- | -------- | -------------- |
| Ліно 65' | Протокол | Ардаїс 4', 25' |

| Олімпійський стадіон, Кіто Арбітр: Роберто Тобар (Чилі) |

## Переможець

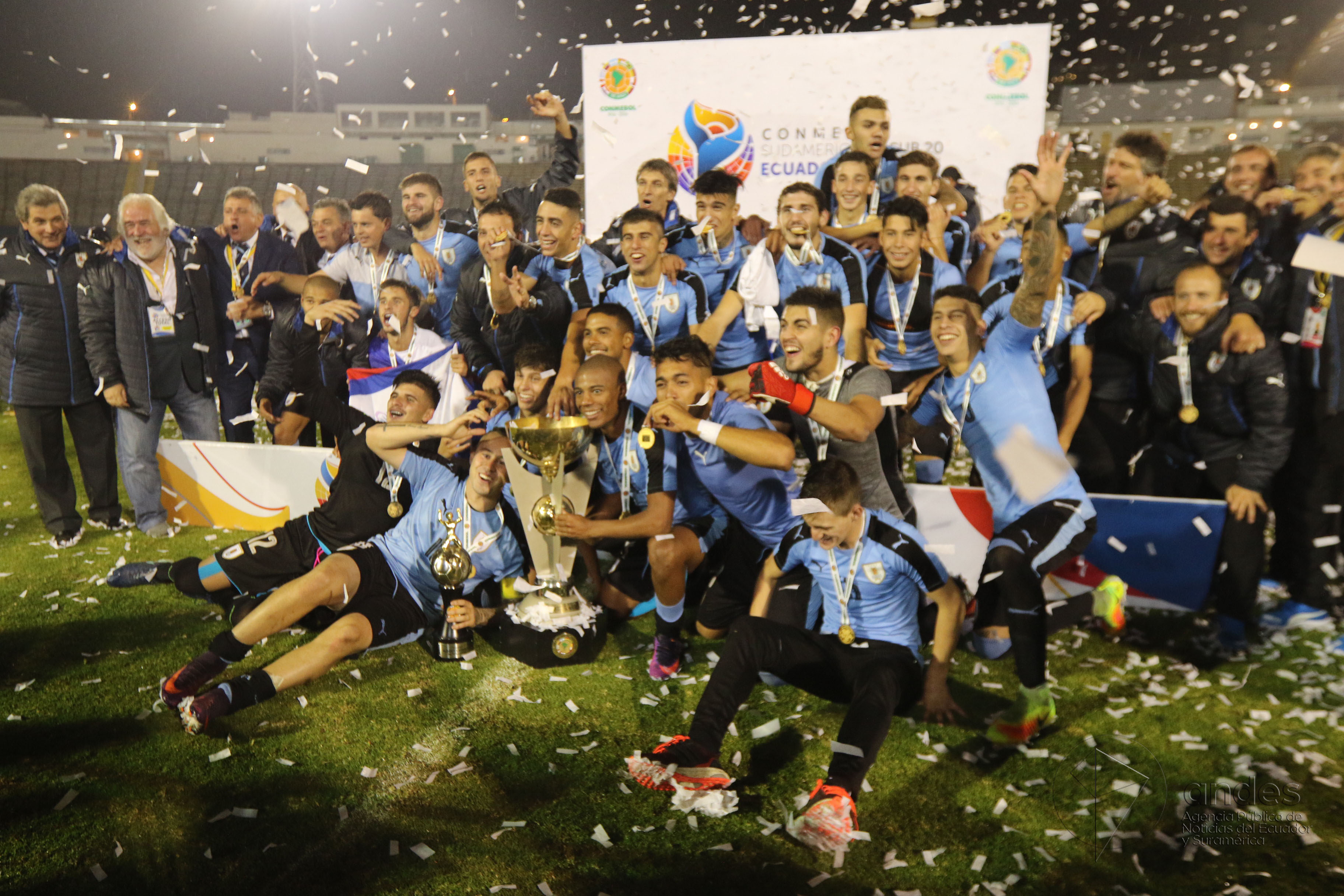
Збірна Уругваю з трофеєм святкує перемогу на турнірі.

| Молодіжний чемпіонат Південної Америки з футболу 2017 |
| ----------------------------------------------------- |
| Уругвай 8 титул                                       |

## Найкращі бомбардири
5 голів
- Лаутаро Мартінес
- Марсело Торрес
- Бріан Кабесас
- Родріго Амараль

4 голи
- Феліпе Візеу
- Первіс Еступіньян

3 голи
- Евер Валенсія
- Хорді Кайседо
- Ніколас Де Ла Крус
- Ніколас Ск'яппакассе
- Єферсон Сотельдо

2 голи
- Браян Мансілья
- Гільєрме Арана
- Рішарлісон
- Дамір Сетер
- Хуан Каміло Ернандес
- Ерлін Ліно
- Педро Баєс
- Хесус Медіна
- Роберто С'ючо
- Хоакін Ардаїс
- Рональдо Чакон
- Янхель Еррера

1 гол
- Томас Конечни
- Лукас Родрігес
- Бруно Міранда
- Рональдо Монтейро
- Раміро Вака
- Матеус Савіо
- Майкон
- Ігнасіо Хара
- Хосе Луїс Сьєрра
- Хорхе Обрегон
- Вашингтон Коросо
- Ренні Харамільйо
- Хоель Кінтеро
- Хордан Сьєрра
- Себастьян Феррейра
- Крістіан Паредес
- Родріго Бентанкур
- Матіас Олівера
- Агустін Рохель
- Матіас Вінья
- Факундо Вальєр
- Серхіо Кордова
- Хосуа Мехіас

Автогол
- Агустін Рохель (проти Аргентини)

Джерело: CONMEBOL.com

## Кваліфікація на молодіжний чемпіонат світу 2017
Наступні чотири команди від КОНМЕБОЛ пройшли кваліфікацію на Молодіжний чемпіонат світу 2017 року.
| Збірна    | Дата кваліфікації | Попередні виступи на чемпіонаті світу1                                                  |
| --------- | ----------------- | --------------------------------------------------------------------------------------- |
| Уругвай   | 5 лютого 2017     | 13 (1977, 1979, 1981, 1983, 1991, 1993, 1997, 1999, 2007, 2009, 2011, 2013, 2015)       |
| Еквадор   | 11 лютого 2017    | 2 (2001, 2011)                                                                          |
| Венесуела | 11 лютого 2017    | 1 (2009)                                                                                |
| Аргентина | 11 лютого 2017    | 14 (1979, 1981, 1983, 1989, 1991, 1995, 1997, 1999, 2001, 2003, 2005, 2007, 2011, 2015) |

1 Жирним шрифтом вказані чемпіони того року. Курсив вказує на господарів тогорічного турніру.